# Ешарланс
Ешарланс (фр. Echarlens) — громада  в Швейцарії в кантоні Фрібур, округ Грюєр.

## Географія
Громада розташована на відстані близько 45 км на південний захід від Берна, 18 км на південь від Фрібура.
Ешарланс має площу 4,7 км², з яких на 9,5% дозволяється будівництво (житлове та будівництво доріг), 74,9% використовуються в сільськогосподарських цілях, 13,6% зайнято лісами, 1,9% не є продуктивними (річки, льодовики або гори).

## Демографія
2019 року в громаді мешкало 829 осіб (+15,8% порівняно з 2010 роком), іноземців було 14,5%. Густота населення становила 178 осіб/км².
За віковим діапазоном населення розподілялося таким чином: 23% — особи молодші 20 років, 63,3% — особи у віці 20—64 років, 13,6% — особи у віці 65 років та старші. Було 328 помешкань (у середньому 2,5 особи в помешканні).
Із загальної кількості 129 працюючих 35 було зайнятих в первинному секторі, 21 — в обробній промисловості, 73 — в галузі послуг.